# Zingiber ultralimitale
Zingiber ultralimitale — вид квіткових рослин з родини трояндових (Rosaceae). Ареал охоплює такі країни: Індонезія (Сулавесі).

## Етимологія
Прикметник ultralimitale походить від латини та означає «за межею» і стосується поширення виду на схід від лінії Воллеса, межі між двома екорегіонами Індомалая та Воллесія.

## Середовище
Цей вид є ендемічним для Сулавесі, відомий лише з типового місцезнаходження в межах національного парку. Вид росте на вапнякових валунах, у тріщинах, висота — близько 300 метрів.

## Морфологічний опис
Кореневище багатогіллясте, діаметром 5–8 мм, з коричневою корою та жовтою м'якоттю; на смак — як Z. officinale, але дуже гіркий; коріння має неправильні еліпсоїдні бульби, розміром до 2.5 × 1.5 см, білі на поперечному перерізі, на смак схожі на картоплю. Листкові пагони ростуть нещільними скупченнями до 5 псевдостебел, розташованих на відстані 2–4 см один від одного, заввишки до 40–75 см, з 9–12(20) листками. Основа листового пагона в діаметрі до 9 мм, білого або жовтувато-коричневого кольору. Приквітки від світло-зелених до середньо-зелених, більш-менш дрібно запушені, особливо біля країв та верхівки. Язик завдовжки до 8 мм, перетинчастий, зазубрений щонайменше до половини своєї довжини, слабо запушений, блідо-зелений. Черешок 2–9 мм завдовжки, зверху жолобчастий, знизу запушений, особливо в нижній половині. Листкова пластинка від яйцеподібної до оберненояйцеподібної, 9–18 × 3.5–5.5 см, злегка борозниста, верхня поверхня жовтувато-зелена та гола, нижня поверхня блідо-зелена та рідко запушена, особливо біля середньої жилки, основа округла у свіжому вигляді, клиноподібна до усіченої у сухому стані, верхівка видовжено-гостра. Суцвіття прямовисне, до 16 см завдовжки, розташоване біля основи листового пагона, з 9–12 квітками, розпускається однією квіткою пізно вранці. Чашечка ~2.6 см завдовжки, напівпрозоро кремова, з 3 зубцями на верхівці, запушена на верхівці. Трубка віночка ~3.5 см завдовжки, біла біля основи, стає блідо-жовтою на верхівці; спинна частка вузькояйцеподібна, злегка увігнута, ~3.4 × 1.2 см, блідо-оранжево-жовта; бічні частки вузькояйцеподібні, ~2.5 × 0.7 см, зрощені на ~3 мм з основою губи, блідо-оранжево-жовті. Губа оберненояйцеподібна, ~3.5 × 3–3.5 см, серединна частка ~3.5 × 2–2.5 см, двороздільна, з щілиною ~8 мм, дві половини злегка роздвоєні та загнуті назад, гладка, блідо-оранжево-жовта. Бічні стамінодії (латеральні частки губи) мають пелюсткову форму, ~2 × 0.8 см, блідіші за губу та відокремлені від неї. Тичинки ~3 см завдовжки, нитки блідо-оранжево-жовті, пиляки ~1.5 см, блідо-оранжеві. Цвіте у травні-червні у культурних умовах. 